# Passalus interruptus
Passalus interruptus es una especie de coleóptero de la familia Passalidae.

## Descripción
El Passalus interruptus mide entre 35 y 50 milímetros. Su cuerpo es negro y alargado, casi cilíndrico, su vientre está tapizado por unos pelos densos de color amarillento, en la cabeza presenta un cuerno torcido entre los ojos y las mandíbulas tienen tres dientes en el extremo distal a la cabeza y uno más grande en el medio, su mandíbula inferior es muy potente. Las hembras de esta especie son más pequeñas que los machos.

## Alimentación
Su alimentación consiste principalmente de savia de árboles, la cual recogen a través de heridas en la corteza de los árboles.

## Distribución geográfica
Habita en Panamá y la Guayana Francesa.